# Adrian Sutil
Adrian Sutil (Starnberg, 11 de enero de 1983) es un ex piloto de automovilismo uruguayo-alemán. Compitió en categorías como la Fórmula 3 Euroseries y Fórmula 3 Japonesa de la que se proclamó campeón en 2006. Corrió en Fórmula 1, debutando en 2007 a bordo del equipo Spyker, tras el ingreso de esta escudería por Midland, de la que actuaba como piloto de pruebas. En 2008 se incorporó a la escudería Force India, donde se mantuvo hasta el año 2011. Luego de un año sabático, volvió a Force India en 2013, para ser fichado por Sauber en 2014.
En Fórmula 1, el alemán ha finalizado noveno en el campeonato 2011 y 11.º en 2010. Sus mejores actuaciones en carrera han sido un cuarto lugar en el GP de Italia de 2009 y dos quintos puestos en el GP de Malasia de 2010 y Mónaco 2013. Es el piloto con mayor número de carreras sin subirse nunca al podio de la categoría: 128.
En el plano personal, tiene una novia llamada Jennifer Becks.

## Carrera

### Categorías inferiores
Después de dos años en la Fórmula 3 Euroseries, finalizando subcampeón en 2005, fue piloto del equipo alemán de A1 Grand Prix en cuatro fechas de la temporada 2005/06. En 2006 ganó la Fórmula 3 Japonesa y fue tercer piloto del equipo Midland de Fórmula 1, en el cual compartió el puesto con el también alemán Markus Winkelhock y con Giorgio Mondini.

### Fórmula 1

#### Spyker (2007)
Sutil fue fichado por la escudería Spyker de Fórmula 1 como piloto oficial para la temporada 2007. Superó regularmente a todos sus compañeros de equipo En el Gran Premio de Japón quedó en una genial octava posición, sorprendiendo a la Fórmula 1 de nuevo y consiguiendo su primer punto y también el primer, y único, punto para la escudería.

#### Force India (2008-2011, 2013)

##### 2008

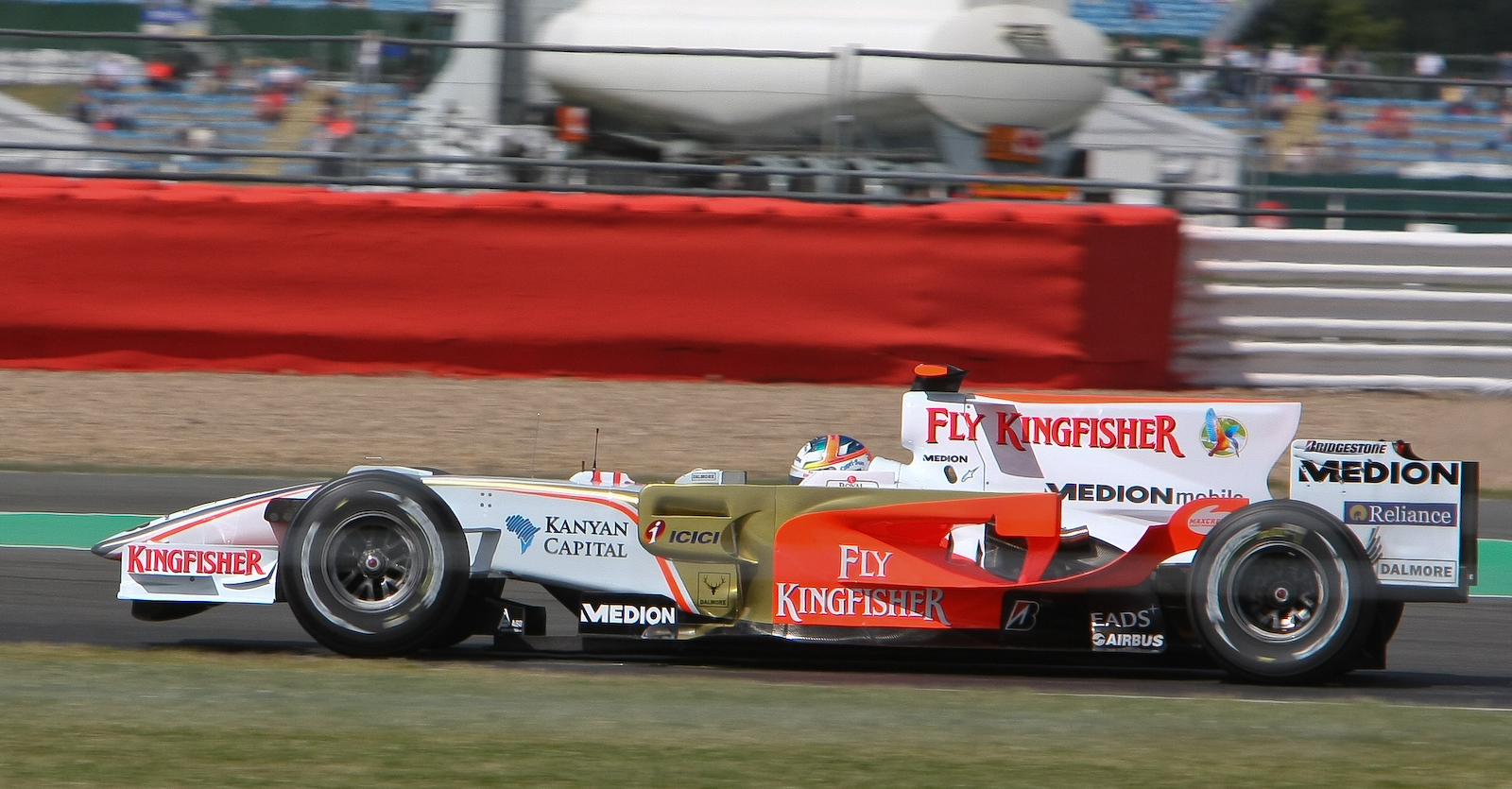
Sutil al volante de su Force India en el Gran Premio de Gran Bretaña.

Tras la marcha de Alonso de la escudería McLaren, hubo rumores sobre un posible fichaje de Sutil en la escudería inglesa, pero finalmente eligieron a Kovalainen. Así, Sutil continuó en Force India (tras la compra de Spyker) en 2008, junto con Giancarlo Fisichella. En el Gran Premio de Mónaco, Sutil rodó en cuarta posición cuando se acercaba el final de la carrera, pero Kimi Räikkönen chocó con él y lo obligó a abandonar. Force India denunció al finlandés a los comisarios, pero este no fue sancionado. Posteriormente se supo que aunque no hubiera tenido que retirarse, Sutil no hubiera puntuado, ya que habría sido sancionado por adelantar con bandera amarilla. Finalmente, después de perder esa gran oportunidad, acabó el año sin puntuar y siendo confirmado para 2009.

##### 2009
En su debut en la temporada 2009, Adrian consiguió ser noveno en Australia. En Shanghái, sufre un accidente sobre la superficie mojada en las últimas vueltas que le impide puntuar. En el Gran Premio de Alemania llegó a marchar segundo, pero a la salida de su primera parada sufrió un accidente con Kimi Räikkönen que le obligó a parar nuevamente para cambiar el alerón. En el Gran Premio de Bélgica quedó a poco de puntuar; y en el Gran Premio de Italia consiguió clasificar segundo, pero la estrategia de una parada de Brawn GP le llevó a acabar 4.º, sin poder subir al podio pero sumando sus primeros puntos en la temporada y logrando su mejor posición en carrera, además de marcar la vuelta rápida.

##### 2010
En la temporada 2010, Adrian Sutil continuó en el equipo Force India. El piloto alemán tiene un comienzo complicado, donde se vio superado por su compañero Vitantonio Liuzzi, pero rápidamente se recuperó y comenzó a sumar puntos de forma regular. Además, Sutil consigue encadenar seis carreras consecutivas en los puntos. En Corea, el alemán se salió de pista numerosas veces y acabó en los muros tras chocarse contra Kamui Kobayashi, por todo lo cual fue sancionado con 5 puestos para la parrilla de salida de la siguiente carrera. En las dos últimas carreras, Sutil no consiguió puntuar pero logró finalizar 11.° con 47 puntos.

##### 2011

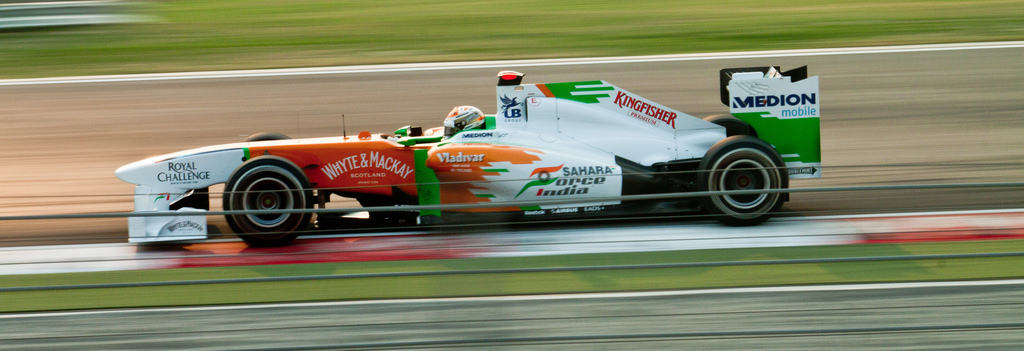
Sutil en el Gran Premio de la India de 2011.

Sutil fue renovado para 2011. En el inicio de año, solamente sumó dos puntos en cinco carreras. Sin embargo, mejoró su rendimiento a lo largo del año y, finalmente, tuvo un buen final de temporada, donde puntuó en 4 de las 6 últimas pruebas. Sutil completó una de sus mejores temporadas en la categoría: logró el 9.º puesto en el Campeonato de Pilotos, siendo la 6.ª posición su mejor resultado en carrera.

##### Año sabático y condena a prisión
Force India decidió prescindir de los servicios de Adrian a cambio de Nico Hülkenberg, quien habría sido el tercer piloto durante 2011 y piloto oficial de Williams durante el pasado 2010.
En enero de 2012, Adrian Sutil es condenado a 18 meses de prisión condicional (pena que quedó en suspenso) por considerar probada su agresión a Éric Lux, dirigente de Genii Capital. Durante el año 2012, el piloto se dejó ver en algunos Grandes Premios, asegurando que su objetivo era volver a competir en la máxima categoría.

##### 2013
Tras haber participado en varios tests de pretemporada, se hizo oficial la vuelta de Sutil al equipo indio. En las primeras carreras varios fallos lo dejaron fuera de puntos.En Mónaco fue 5.º y también puntuó en las dos siguientes carreras. Sin embargo, no pudo repetir esos buenos resultados en la segunda parte del campeonato. Adrian obtuvo dos novenos y dos décimos puestos más para terminar el año con 29 puntos.

#### Sauber (2014)

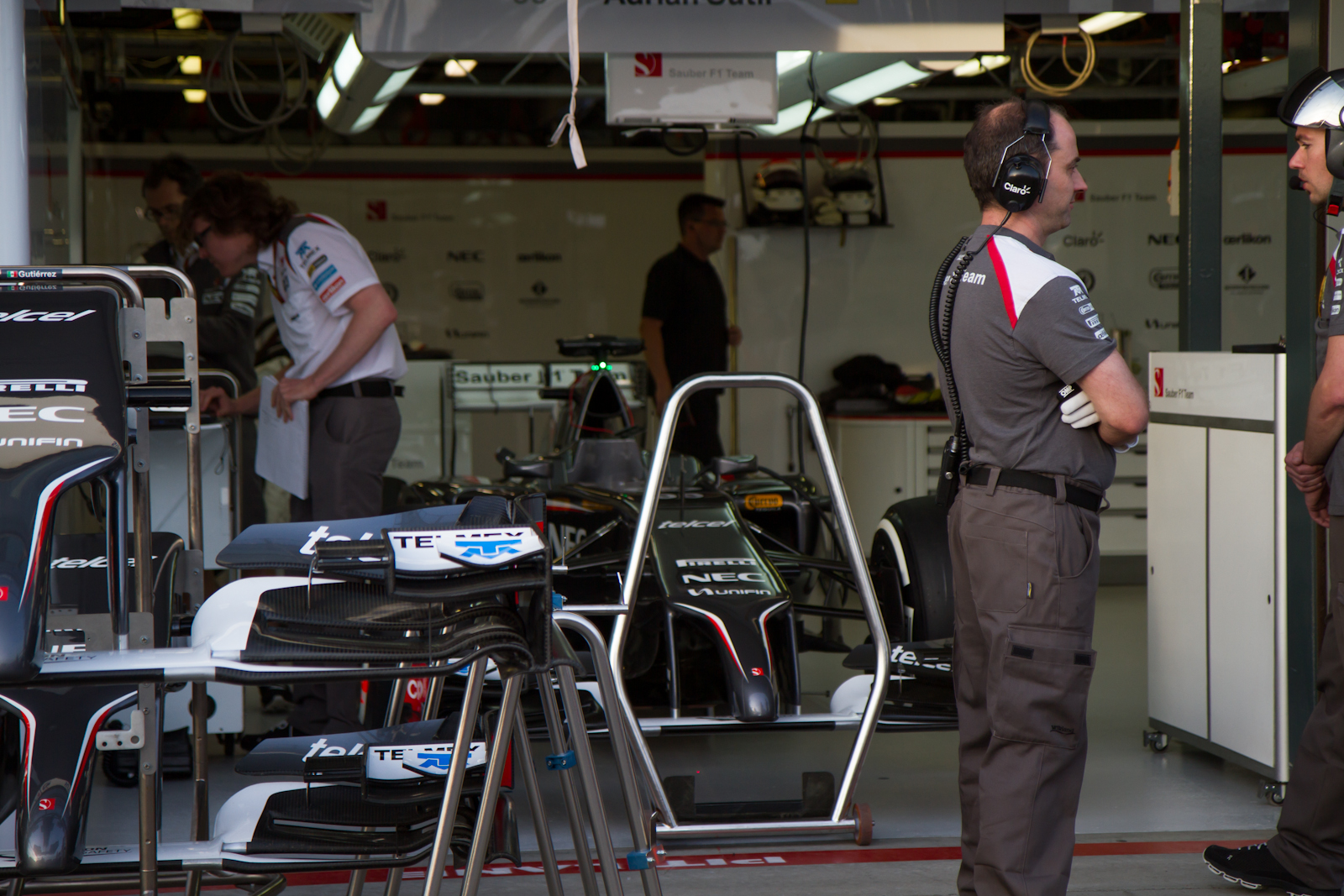
Monoplaza de Sutil dentro del box de Sauber, en Melbourne.

Tras dejar Force India, el alemán ingresó al equipo Sauber para 2014. Su nuevo compañero fue el mexicano Esteban Gutiérrez. En su primera carrera con la escudería suiza, en Australia, acabó en la 11.º posición (tras la sanción a Daniel Ricciardo). Luego encadena tres abandonos consecutivos por problemas mecánicos. En Hungría, Sutil volvió a rozar los puntos, terminando 11.º en una carrera con la lluvia. Desde entonces, de nuevo el monoplaza volvió a tener problemas, que dejaron a Sutil y Sauber sin ningún punto durante toda la campaña; siendo el peor resultado de la escudería suiza en su historia. Sus mejores puestos a lo largo de la temporada fueron los dos 11.º que obtuvo tanto en Australia como en Hungría. En el lluvioso GP de Japón, Sutil se despistó en la vuelta 42 en la curva Dunlop. Una vuelta más tarde, Jules Bianchi también se despistó y chocó la grúa que estaba retirando el Sauber. Las consecuencias del accidente derivaron en la muerte de Bianchi en julio de 2015.
A pesar de tener contrato por un año más con Adrian, Sauber firmó a Marcus Ericsson y a Felipe Nasr para 2015, dejando fuera al piloto alemán.

#### Reserva en Williams (2015)
Sutil ingresó como piloto reserva de Williams en 2015, pero abandonó el equipo tras esa temporada. Al año siguiente, inició un juicio contra Sauber por no haber respetado su contrato de piloto titular para 2015. La demanda es de 3,5 millones de francos suizos.

## Vida personal
Adrian Sutil nació en Starnberg, Alemania, el 11 de enero de 1983. Sus padres son Jorge y Monika, un uruguayo y una alemana.

## Resultados

### Fórmula 1
(Clave) (negrita indica pole position) (cursiva indica vuelta rápida)

| Año  | Escudería                  | 1       | 2       | 3       | 4       | 5       | 6       | 7       | 8      | 9       | 10      | 11      | 12      | 13      | 14      | 15      | 16      | 17      | 18      | 19     | Pos. | Puntos |
| ---- | -------------------------- | ------- | ------- | ------- | ------- | ------- | ------- | ------- | ------ | ------- | ------- | ------- | ------- | ------- | ------- | ------- | ------- | ------- | ------- | ------ | ---- | ------ |
| 2006 | MF1 Racing                 | BHR     | MYS     | AUS     | SMR     | EUR TD  | ESP     | MON     | GBR    | CAN     | USA     | FRA TD  | GER     | HUN     | TUR     | ITA     |         |         |         |        |      |        |
| 2006 | Spyker MF1 Racing          |         |         |         |         |         |         |         |        |         |         |         |         |         |         |         | CHN     | JPN TD  | BRA     |        |      |        |
| 2007 | EtihadAldar Spyker F1 Team | AUS 17  | MYS Ret | BHR 15  | ESP 13  | MON Ret | CAN Ret | USA 14  | FRA 17 | GBR Ret | EUR Ret | HUN 17  | TUR 21† | ITA 19  | BEL 14  | JPN 8   | CHN Ret | BRA Ret |         |        | 19.º | 1      |
| 2008 | Force India F1 Team        | AUS Ret | MYS Ret | BHR 19  | ESP Ret | TUR 16  | MON Ret | CAN Ret | FRA 19 | GBR Ret | GER 15  | HUN Ret | EUR Ret | BEL 13  | ITA 19  | SIN Ret | JPN Ret | CHN Ret | BRA 16  |        | 20.º | 0      |
| 2009 | Force India F1 Team        | AUS 9   | MYS 17  | CHN 17† | BHR 16  | ESP Ret | MON 14  | TUR 17  | GBR 16 | GER 15  | HUN Ret | EUR 10  | BEL 11  | ITA 4   | SIN Ret | JPN 13  | BRA Ret | ABU 17  |         |        | 17.º | 5      |
| 2010 | Force India F1 Team        | BHR 12  | AUS Ret | MYS 5   | CHN 11  | ESP 7   | MON 8   | TUR 9   | CAN 10 | EUR 6   | GBR 8   | GER 17  | HUN Ret | BEL 5   | ITA 16  | SIN 9   | JPN Ret | RCO Ret | BRA 12  | ABU 13 | 11.º | 47     |
| 2011 | Force India F1 Team        | AUS 9   | MYS 11  | CHN 15  | TUR 13  | ESP 13  | MON 7   | CAN Ret | EUR 9  | GBR 11  | GER 6   | HUN 14  | BEL 7   | ITA Ret | SIN 8   | JPN 11  |         |         |         |        | 9.º  | 42     |
| 2011 | Sahara Force India F1 Team |         |         |         |         |         |         |         |        |         |         |         |         |         |         |         | RCO 11  | IND 9   | ABU 8   | BRA 6  | 9.º  | 42     |
| 2013 | Sahara Force India F1 Team | AUS 7   | MYS Ret | CHN Ret | BRH 13  | ESP 13  | MON 5   | CAN 10  | GBR 7  | GER 13  | HUN Ret | BEL 9   | ITA 16† | SIN 10  | RCO 20† | JPN 14  | IND 9   | ABU 10  | USA Ret | BRA 13 | 13.º | 29     |
| 2014 | Sauber F1 Team             | AUS 11  | MYS Ret | BHR Ret | CHN Ret | ESP 17  | MON Ret | CAN 13  | AUT 13 | GBR 13  | GER Ret | HUN 11  | BEL 14  | ITA 15  | SIN Ret | JPN 21  | RUS 16  | USA Ret | BRA 16  | ABU 16 | 18.º | 0      |